# S:t Eriks Lervarufabriker

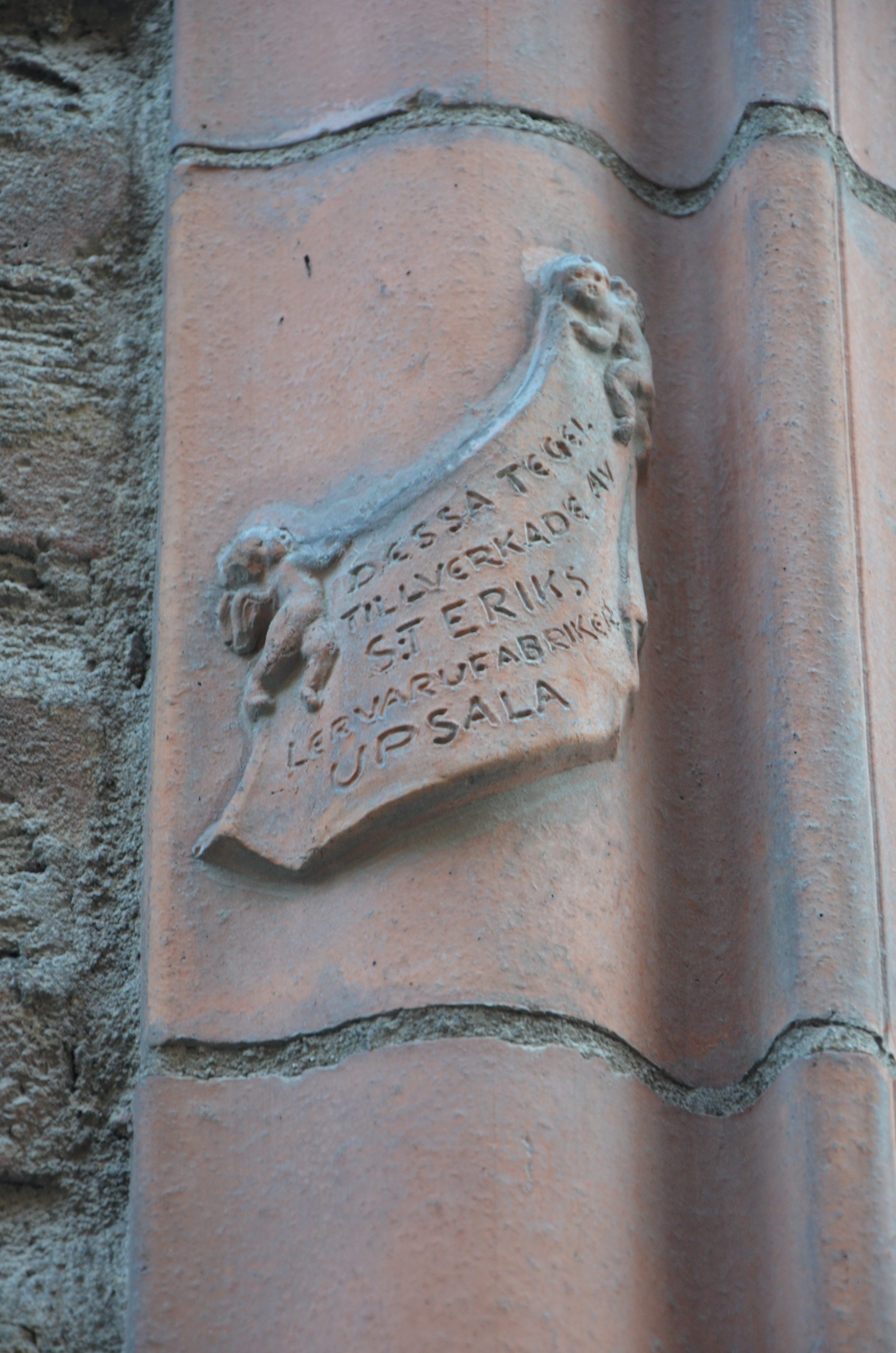
Fasadtegel på Centrumhuset, Stockholm.

AB S:t Eriks Lervarufabriker var en keramikverkstad och ett tegelbruk i Uppsala mellan 1888 och 1962. Företaget startades 1888 som Uppsala Nya Kakelfabrik på Blomgatan 9 i stadsdelen Erikslund och tillverkade huvudsakligen kakelugnar.
År 1907 bildades AB S:t Eriks Lervarufabriker, som tog över kakelfabriken, varefter produktionen breddades till konst- och hushållsgods.Åren 1908–1909 uppfördes en ny tegelbruksbyggnad i kvarteret Grenen. På samma plats finns idag Tiundaskolan. 
År 1937 såldes kakel- och keramikfabriken till Uppsala-Ekeby AB, medan tegelbruket blev kvar i bolagets ägo. År 1942 startades även en cementvarufabrik, där idag Tiunda IF:s sportplats ligger. År 1962 flyttade företaget sin verksamhet till Husbyborg, nedlade tegelproduktionen och bytte samtidigt namn till AB S:t Eriks Betong.

## Tegel
Det år 1907–1909 uppförda tegelbruket var för sin tid mycket avancerat med ångturbin och kammartork. Tegelbruket hade en 90 meter lång ringugn med sexton kammare. Årsproduktion år 1939: 100 000 enkupiga strängtaktegel, 200 000 tvåkupiga strängtaktegel, 50 000 falstaktegel, 300 000 tegelrör, 1,3 miljoner lättmurtegel, 0,8 miljoner högporösa murtegel samt 0,2 miljoner av fasadtegel, mellanväggsplattor och specialtegel. Årsproduktionen kunde uppgå till 6 miljoner mur- och taktegel. En specialbeställning var tegel till Cyrillus Johanssons Centrumhuset i korsningen Kungsgatan–Sveavägen i Stockholm.

## Kakelugnar
Kakelugnstillverkningen fick en ny inriktning omkring 1910 med modeller hämtade från 1700-talet och genom avtal med Nordiska museet återupptogs tillverkningen av äldre mönster. Företaget ställde ut på Konstindustriutställningen 1909 i Stockholm och hade egen utställning i Uppsala men även på Drottninggatan i Stockholm. Flera arkitekter formgav kakelugnar för tillverkning vid S:t Erik, till exempel Gunnar Asplund, Carl Westman och Cyrillus Johansson.

## Lergods
Hushållsgods av Agda Österberg tillverkades inför Hemutställningen 1917. På 1920- och 1930-talen tillverkades konstnärlig keramik. En rad kända konstnärer verkade under dess storhetstid vid fabriken, bland andra Sven Boberg, Edvin Ollers 1925–1927, Anna-Lisa Thomson, Märta Ankarswärd-Grönvall, Hildur Haggård, Gertrud Lönegren 1932–1936, Maggie Wibom 1935–1936 och Greta Runeborg-Tell 1935–1937.

## Bildgalleri - formpresat omfattningstegel med reliefskulpturer påCentrumhuseti Stockholm från 1929-1930.[3]
Dekorationer i relief på fasad, kupiga s,3 centimeter tjocka tegelpannor, 19,7 centimeter breda och 25,7 centimeter höga.

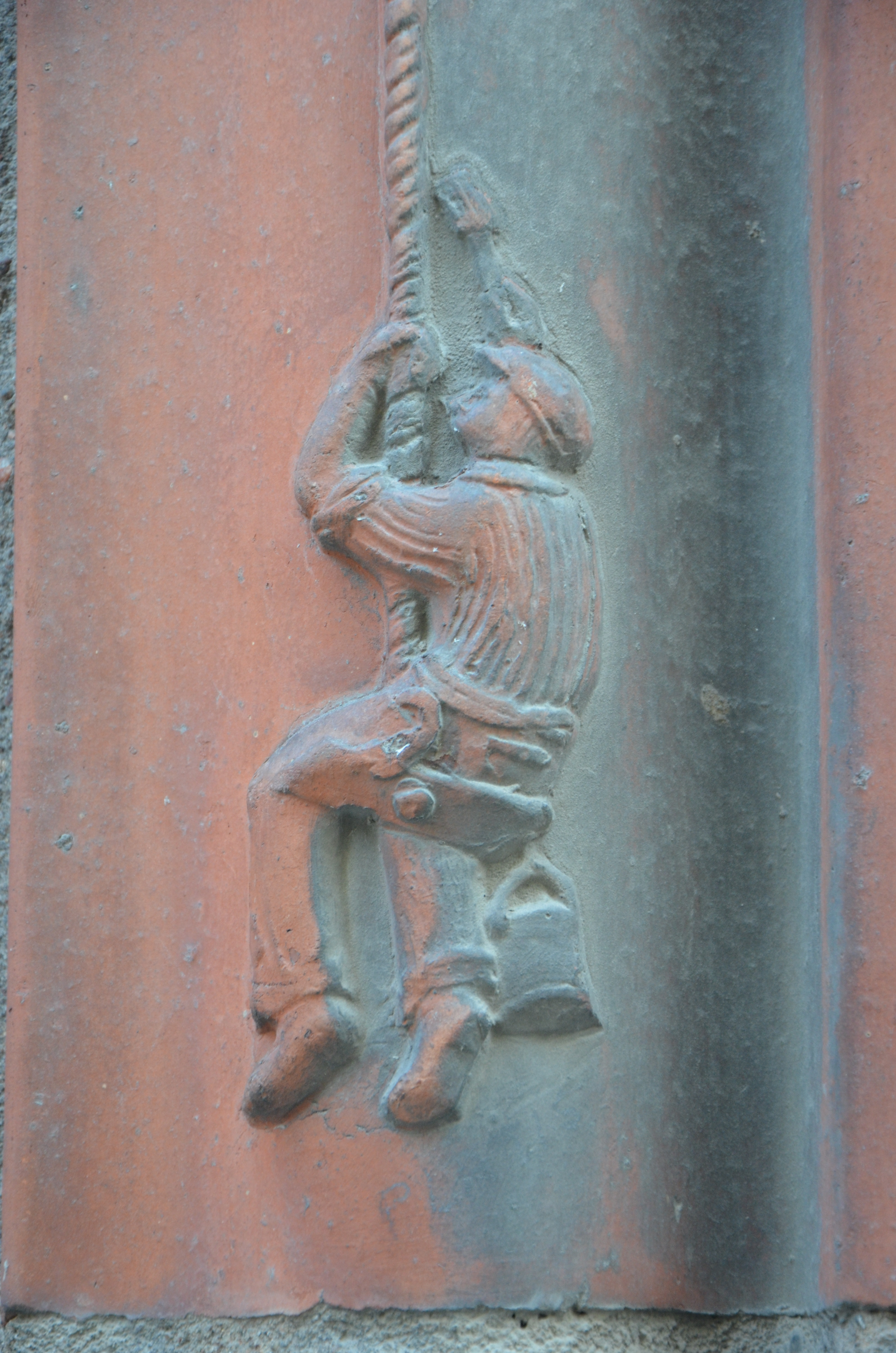
Fönsterputsare
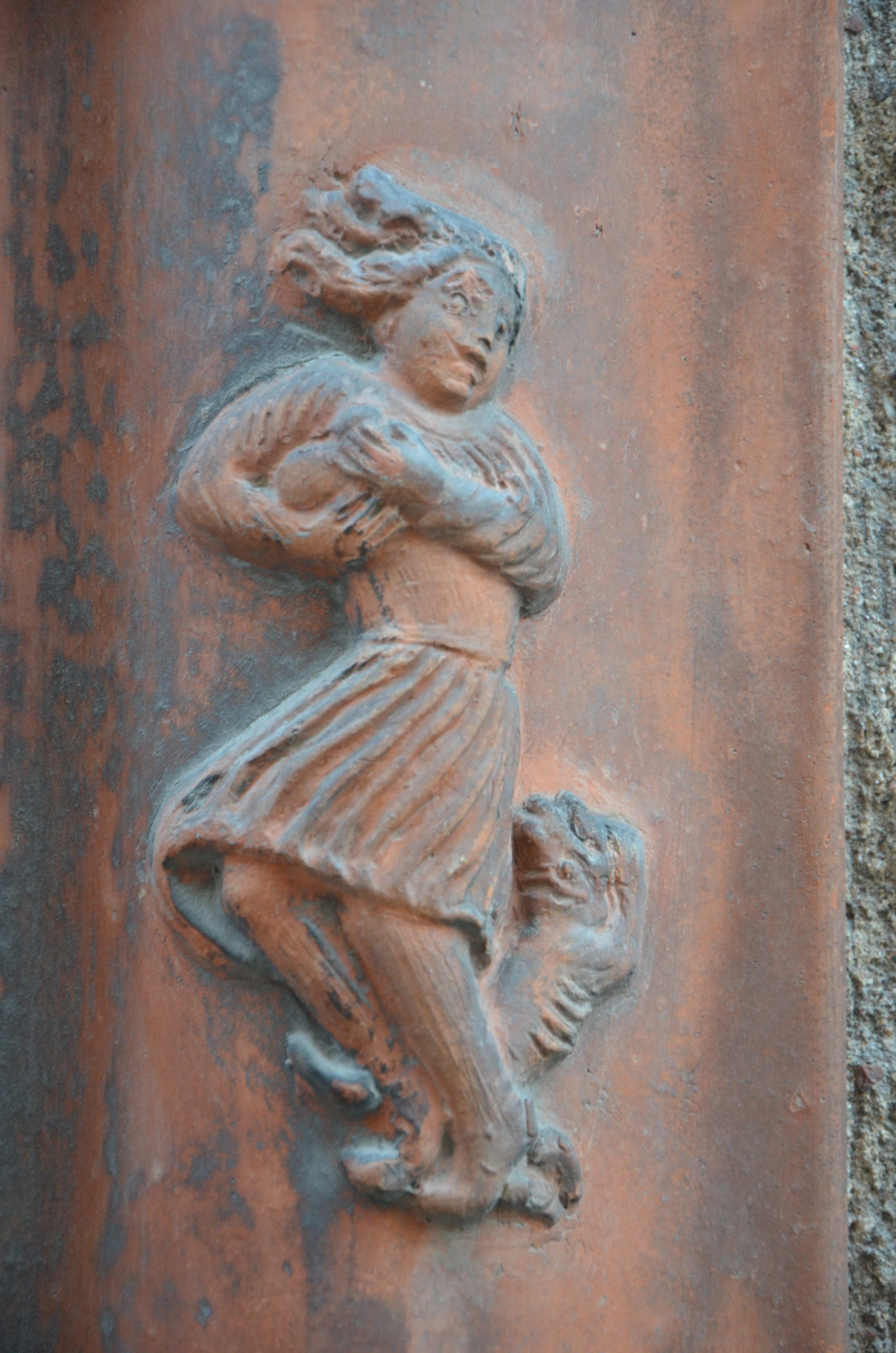
Flicka med kärl
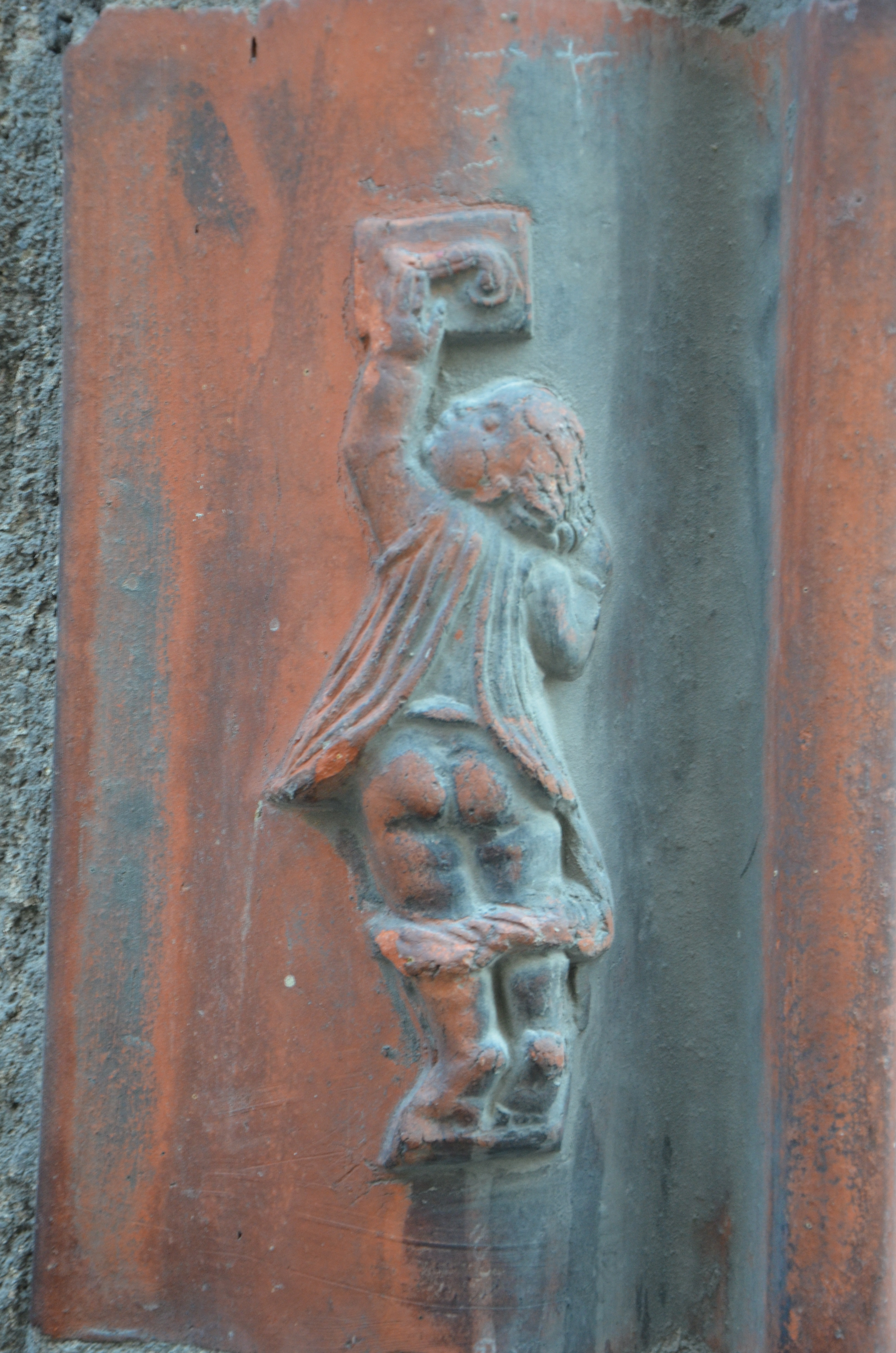
Gosse vid dörrhandtag
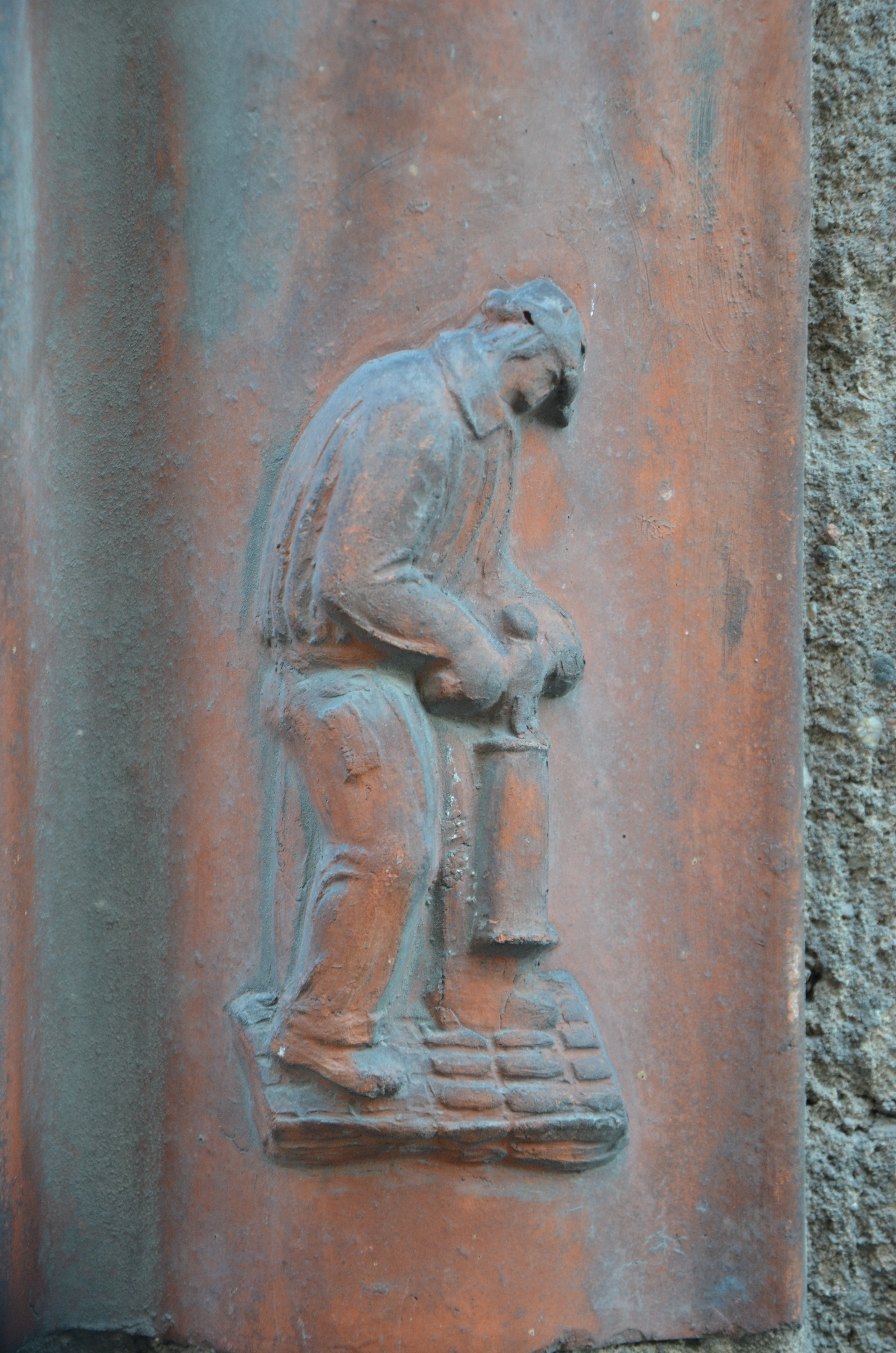
Stensättare med jungfru
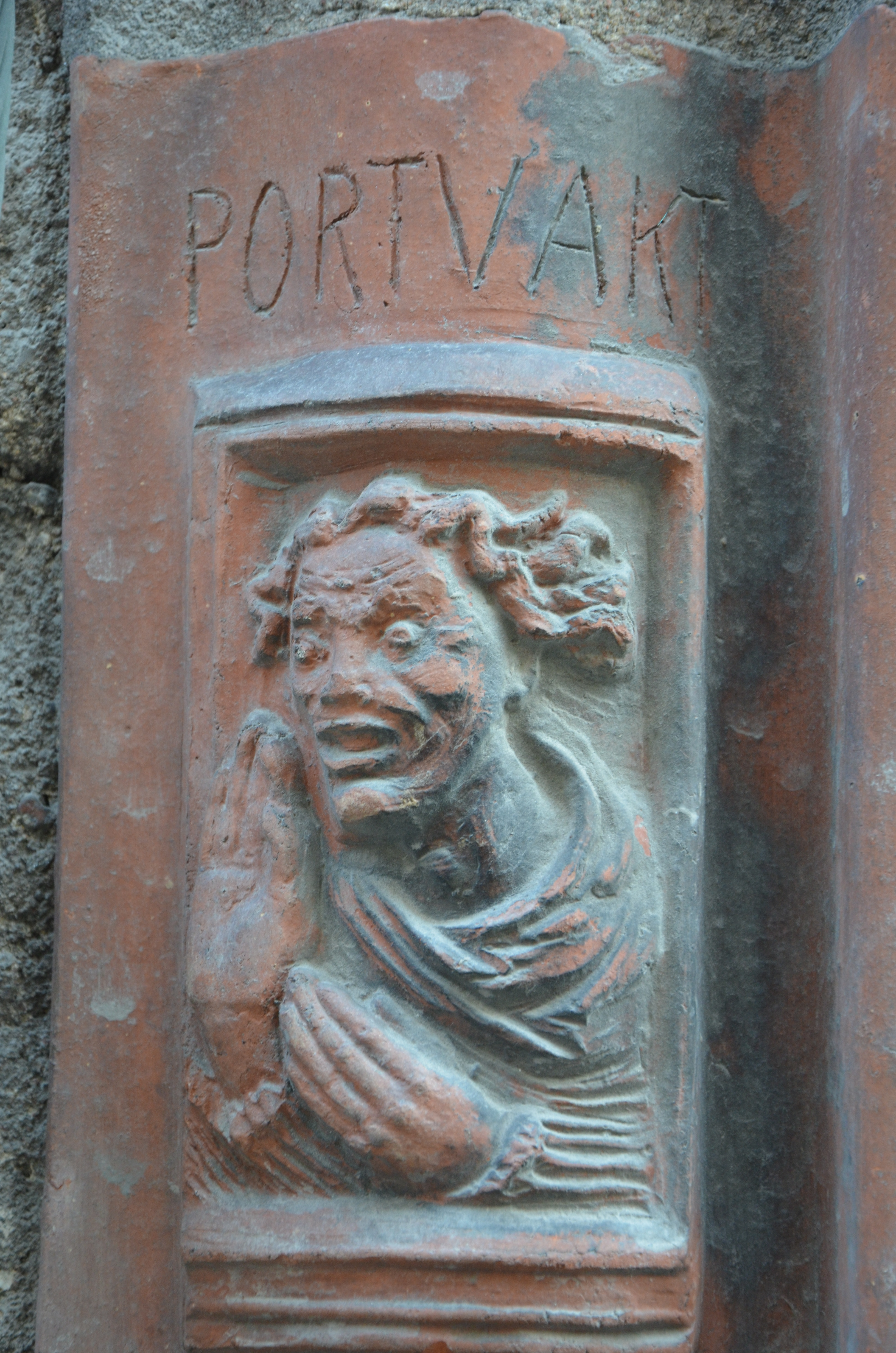
Portvakt